# ブレイユ＝チェルヴィニア
ブレイユ＝チェルヴィニア(伊: Breuil-Cervinia)は、北西イタリアにあるマッターホルン（イタリア名「チェルビーノ」"Cervino" “鹿の角”の意味。）の登山口となる分離集落。
その裾野周辺はスキーリゾート地となっており、リフトやゴンドラを使って3,480メートルに位置するプラトー・ローザ、テスタ・グリジャを超えると、スイス側のスキーリゾートであるツェルマットの街へもスキーで降りて行ける。徒歩の場合は、アイゼン・ザイルなど滑り止装具、氷河対応装備や山岳ガイドが必要。

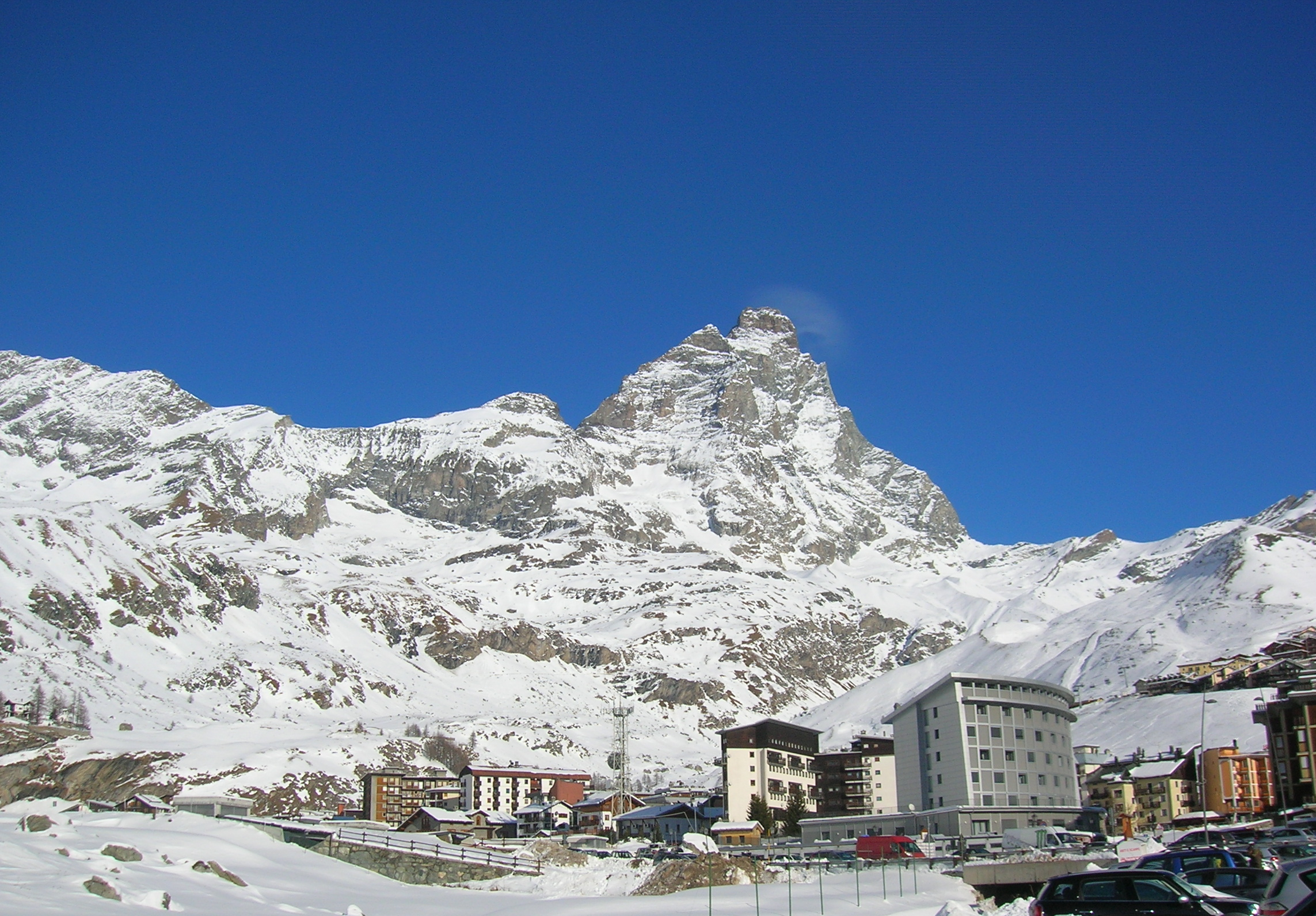
ブレイユ＝チェルヴィニアから見たマッターホルン